# Вал ди Суза
Долината на Суза (на италиански: Val di Susa, Valle di Susa – Вал ди Суза, Вале ди Суза; на пиемонтски: Valsusa; на окситански: Val Susa; на франко-провансалски: Vâl Susa; на френски: Vallée de Suse – Вале дьо Суз) е алпийска долина, разположена в западната част на регион Пиемонт (Северна Италия) западно от град Торино, граничеща с Франция.
Името ѝ произхожда от древния малък град Суза, разположен на централно място, въпреки че най-големият ѝ център е град Авиляна към 31 декември 2019 г.
С дължина 80 км и с над 90 000 жители Вал ди Суза е най-голямата и най-населената в регион Пиемонт.
В горната ѝ част се намира най-западният край на Италия на територията на община Бардонекия – върхът на планината Рока Бернауда на 3225 м надморска височина.

## Физическа география
Въпреки че принадлежи изцяло към водосборния басейн на река По и следователно към италианския географски регион, части от някои нейни високи странични долини са политически част от Френската република след Парижкия мирен договор през 1947 г.: окръг Мон Сени и проход Мон Сени в департамент Савоа; Вале Стрета, паданският склон на проходите Коле дела Скала (на италиански: Colle della Scala, и Коле дел Монджиневро, връх Мон Шабертон в департамент Отз Алп.
Долината, разположена надлъжно, се пресича от река Дора Рипария. Докосната е както от Котските Алпи (вдясно от река Дора Рипария и потока Чениския), така и от Грайските Алпи (вляво от тях). Потоците Дора ди Бардонекия и Чениския образуват две важни долини, които се разклоняват от главната: Вале ди Бардонекия и Вал Чениския.
Името на долината произлиза от градчето Суза, разположено на входа на Вал Чениския. От Вал Чениския идва пътят, който върви през прохода Мон Сени и който се среща при градчето Суза с пътя, идващ от Прохода на Монджиневро.

### Геология
Произходът на Вал ди Суза е преди 40 и 25 млн. год. по време на фаза от процеса на Алпийската орогенеза.

### Типове скали
В лявата орографска част в Долна Вал ди Суза и до Мон Сени се откриват варовикови шисти, гнайси, серпентини, слюдести шисти и варовик. Масивът Амбин в Котските Алпи е изграден от кристални скали и от слюдести шисти. В Горна Вал ди Суза има варовикови шисти, кварцити, варовик и понякога пясъчници.
В дясната орографска част от град Риволи до езерата на Авиляна има някои моренови образувания. От град Авиляна до село Сан Джорио ди Суза се откриват гнайси и серпентини. Масивът Орсиера-Рочаврè е съставен от гнайси и слюдести шисти. В горната част на долина има варовикови шисти, серпентини и варовик.

### Планини
От орографска гледна точка най-високата точка на Вал ди Суза се намира в Грайските Алпи и това е планината Пунта Ронча/ Поант дьо Ронс с нейните 3612 м, разположена на физическия вододел между Вал ди Суза и долината Мориен и в близост до италиано-френската граница.
Най-високата планина в италианската част на долината, която е и най-ясно видима от низината, е планината Рочамелоне с нейните 3538 м.
Изкачвайки долината в дясно са разположени последователно следните основни планини:
- Принадлежащи към Грайските Алпи:
  - Монте Музинè – 1150 м
  - Рока Села, нар. още Монте Капразио – 2508 м
  - Монте Чиврари – 2302 м
  - Рока Патануя – 2409 м
  - Пунта Лунела – 2772 м
  - Връх Гранд'Уя – 2666 м
  - Монте Палон – 2965 м,
  - Рочамелоне – 3538 м
  - Пунта Ламет/ Поант дьо Ламе – 3504 м
  - Пунта Ронча / Поант дьо Ронс – 3612 м.
- Принадлежащи към Котските Алпи:
  - Рока д'Амбен – 3377 м (и целият масив на Амбен)
  - Пунта Феранд – 3348 м
  - Монте Ниблè – 3365 м
  - Монте Сегурет – 3936 м
  - Монте Жафро – 3805 м
  - Пунта Сомеи / Поант Сомеи – 3332 м
  - Връх Роньоза д'Етиаш – 3382 м
  - Пиер Меню / Егюл дьо Сколет – 3505 м
  - Пунта Нера – 3047 м
  - Монте Фреюс / Поант дьо Фрежюс – 2936 м
  - Рока Бернауда – 3225 м
  - Монте Табор – 3178 м (изцяло на френска територия, макар че от единия си склон се намира във Вал ди Суза)
  - Гранд Ош – 2762 м
  - Монте Котоливие – 2105 м
  - Мон Шабертон – 3131 м (изцяло на френска територия, макар че всичките ѝ склонове гледат към Вал ди Суза).

Изкачвайки долината, в дясно са разположени последователно следните основни планини:
- Принадлежащи към Котските Алпи:
  - Монте Орсиера – 2890 м (и целият масив Орсиера-Рочаврè)
  - Чима Чантипланя – 2849 м
  - Теста дел'Асиета– 2567 м
  - Монте Дженеврис – 2533 м
  - Монте Фретев – 2702 м
  - Пунта Роньоза ди Сестриере – 3280 м
  - Монте Барифредо – 3028 м
  - Гран Куейрон – 3060 м
  - Пунта Рамиере – 3303 м
  - Рок дел Буше – 3265 м
  - Мерчантайра – 3293 м.[1]

### Долини
Острани на главната долина има няколко странични долини.
Започвайки от село Сестриере:
- Вале Арджентера
- Вал Турас или Вал Турес
- Вале дела Пикола Дора, букв. „Долината на Малката Дора“, която се разклонява при село Клавиере на Валон дьо Бес и на Валоне дела Жемон.

Започвайки от Вале Стрета чак до подстъпа към Вал ди Суза:
- Вале дела Ро
- Вале дел Фреюс
- Валоне ди Рошмол, която се разклонява при Валфреда
- Вал Кларея
- Вал Чениския

### Алпийски проходи
Вал ди Суза в сравнение с другите гранични долини между Италия и Франция има най-лесно проходимите алпийски проходи, разположени и на по-ниска надм. височина. От древни времена те позволяват транзита на хора и стоки.
Проходите, снабдени с асфалтиран път за МПС, в посока на часовниковата стрелка са:
- Коле Брайда – 1007 м, от Вал Сангоне до град Авиляна
- Коле деле Финестре – 2178 м, от Вал Кизоне до градчето Суза
- Коле дел Сестриере – 2021 м, от Вал Кизоне до село Чезиана Торинезе
- Коле дел Монджиневро – 1854 м, от френския град Бриансон до село Чезана Торинезе
- Коле дела Скала – 1760 м, от фр. град Бриансон до градчето Бардонекия
- Коле дел Монченизио, Кол дьо Мон Сени – 2101 м, от фр. село Ланлебур-Мон Сени до градчето Суза
- Коле дел Коломбардо – 1888 м, от Вале ди Виу до градчето Кондове
- Коле дел Лис – 1311 м, от Вале ди Виу до село Рубиана.

Други проходи, снабдени единствено със свързваща пътека, са:
- Коле д'Амбен – 2897 м, от фр. село Браман (от 2017 г. част от фр. община Вал Сени) до село Ексилес
- Коле дел'Асиета – 2472 м, от село Ексилес до село Праджелато
- Коле Шардоне – 2725 м, от село Руре до градчето Бусолено
- Коле Клапиер – 2491 м, от фр. село Браман до градчето Суза
- Пасо Клопакà – 2750 м, в село Ексилес
- Кол д'Етиаш – 2787 м, от фр. село Браман до градчето Бардонекия
- Пасо Фурнò – 3159 м, в градчето Бардонекия
- Коле дел Фреюс – 2542 м, от фр. градче Модан до градчето Бардонекия
- Пасо Галамбра – 3050 м, от село Ексилес до градчето Бардонекия
- Коле Гавия – 2775 м, в градчето Бусолено
- Коле Джасет – 2702 м, в село Монченизио
- Коле Маланоте – 2582 м, от село Руре до село Сан Джорио ди Суза
- Пасо дел'Орсо – 2477 м, от фр. село Неваш до градчето Улкс
- Коле дела Пелуз – 2797 м, от градчето Бардонекия до фр. село Авриò
- Коле дел Пелво – 3063 м, в село Чезана Торинезе
- Коле дел Пиколо Монченизио – 2183 м, в село Монченизио
- Коле ди Пра Реале– 25252 м, от село Руре до село Сан Джорио ди Суза
- Коле дела Рамиер – 3007 м, в село Чезана Торинезе
- Коле дела Ро – 2566 м, от фр. градче Модан до градчето Бардонекия
- Коле дел Сабионе – 2560 м, от село Руре до градчето Бусолено
- Коле ди Солиер – 2639 м, в село Монченизио
- Коле дел Сомеи – 2962 м, от фр. село Браман до градчето Бардонекия
- Коле супериоре ди Маланоте – 2616 м, от село Руре до село Сан Джорио ди Суза
- Коле дел Турас – 2798 м, от село Чезана Торинезе до фр. село Абрие
- Коле де Троа Фрер Миньор– 2589 м, в село Клавиере
- Коле деле Валете – 2303 м, от градчето Коацè до село Сан Джорио ди Суза
- Коле дел Венто – 2231 м, от село Коацè до село Сан Джорио ди Суза
- Колет Верт – 2521 м, в село Клавиере
- Коле дел Вилано – 2506 м, от градчето Бусолено до село Сан Джорио ди Суза.

### Реки и езера

#### Реки
Главната река на долината е Дора Рипария, дълга 125 км и с воден басейн от 1340 км². Ляв приток на река По, Дора Рипария води началото си от Котските Алпи близо до село Чезана Торинезе от сливането на две изворни разклонения: Пикола Дора, родена на френска територия близо до алпийския проход Коле дел Монджиневро във френските Котски Алпи и потока Рипа, идващ от алпийската долина Арджентера на територията на Саузе ди Чезана, и който от своя страна поема водите на потока Турас.

##### Ляв хидрографски профил
- Дора ди Бардонекия – ражда се от сливането на потоците Рио ди Вале Стрета и Рошмол в градчето Бардонекия и завършва хода си в градчето Улкс
- Чениския – извира от село Монченизио и се влива в река Дора Рипария при градчето Суза
- Поток Пребек – извира от планината Гранд'Уя в Грайските Алпи и достига Дора Рипария във Вернето – подселище на село Кианоко
- Поток Гравио – извира от планината Пунта Лунела в Грайските Алпи и завършва хода си в градчето Кондове
- Поток Сеси – извира от планината Монте Чиврари в Грайските Алпи, източно от алпийския проход Коле дел Коломбардо и завършва хода си в село Каприе
- Поток Меса – извира от планината Монте Чиврари, западно от алпийския проход Коле дел Лис и завършва хода си в град Авиляна.

##### Десен хидрографски профил
- Поток Рипа – извира от планината Гран Куейрон в долината Арджентера, свързва се с потока Турас при Бусон – подселище на село Чезана Торинезе, след което ражда Дора Рипария след сливането му с Пикола Дора, букв. Малката Дора
- Поток Турас – извира от планината Турас и се влива в потока Рипа в Бусон – подселище на село Чезана Торинезе
- Поток Джерардо – извира от хълма Сабионе и се влива в Дора Рипария в градчето Бусолено
- Поток Гравио – извира от котловината Касафрера и завършва хода си в село Вилар Фокиардо
- Поток Скальоне – извира на територията на Долината на Адрети в природния парк Орсиера – Рочаврè.

#### Езера
- Лак дю Мон Сени – изкуствено езеро изцяло на френска територия близо до прохода Кол дьо Мон Сени, част от басейна на Вал ди Суза. Тази територия исторически принадлежи към Савойското херцогство преди анексирането ѝ към Франция през 1860 г.
- Лаго дел'Алпе Лауне, 2043 м и Лаго Неро, букв. „Черното езеро“ – при село Саузе д'Улкс
- Лаго дей сете колори, букв. „Седемцветното езеро“, 2329 м и Лаго Неро, букв. Черното езеро – при село Чезана Торинезе
- Лаго Рошмол, 1950 м – при градчето Бардонекия
- Лаго Парадизо деле ране, букв. Езеро на жабешкия рай, 1275 м и Лаго Росо, букв. Червеното езеро, 1960 м – при село Сан Джорио ди Суза
- Лак вер, букв. Зелено езеро, изцяло на френска територия, част от Вал ди Суза – при град Пасѝ, деп. От Савоа
- Лаго дела Векия, букв. Езеро на старицата, 2670 м – на италиано-френската граница
- Лаго дела Ферера, в село Монченизио
- Езера на Авиляна: Голямо езеро и Малко езеро – в град Авиляна.

### Околна среда
Основните защитени територии са:
- Природен парк на Гран Боско ди Салбертранд – простира се от десния бряг на река Дора Рипария до вододела с Вал Кизоне от 1000 до 2600 м надм. височина
- Природният парк на езерата на Авиляна – обхваща площ от над 400 хектара между историческия център на град Авиляна и Вал Сангоне
- Природният парк Орсиера – Рочаврè – обхваща над 11 хил. хектара между Вал Кизоне, Вал Сангоне и Долна Вал ди Суза. Създаден е от регион Пиемонт през 1980 г. и е един от най-големите защитени планински райони в Пиемонт след Националния парк „Гран Парадизо“, Природния парк на Приморските Алпи и Националния парк на „Вал Гранде“.

#### Флора
Вал ди Суза и Вал Кизоне поради географското им разположение са място за среща между растителност, характерна за Приморските Алпи, Южните Котски Алпи и Централните Алпи. В долната част преобладава чистият или смесен кестен с други широколистни дървета, а с увеличаване на надм. височина се среща нискостебленият бук. По южните склонове има бял дъб и бор. В долината преобладават лиственицата и швейцарският каменна бор, който я замества на по-голяма надм. височина. Смърчът и бялата ела представляват преобладаващата част от Природния парк на Гран Боско ди Салбертранд.

#### Фауна
Вал ди Суза е обитавана от разнообразна фауна. Бозайниците са от средноевропейски тип и се състоят главно от микро-бозайници. Към тях се отнасят различни видове червеи и мишки, лешниковият сънливец, градинският сънливец и обикновените сиви полевки. Има и западноевропейски таралеж и европейска къртица. Сред зайцевидните има европейски див заек, а на по-голяма надморска височина – снежен заек. Гризачите са представени от катеричката, мармота и обикновения сънливец.
Има шест вида диви копитни животни: благородният елен или европейски елен, сърната, дивата коза, алпийският козирог, муфлонът и дивата свиня.
В долината има множество видове месоядни животни. Сред поровите в райони със средна надм. височина живеят обикновената или евразийската златка, белката, невестулката и язовецът, докато на по-високи надм. височини се среща хермелинът. Сред кучевите изпъкват червената лисица и вълкът. През последните години признаци за присъствие на рис са открити както във Вал Кизоне, така и в Горна Вал ди Суза.

### Климат
Климатът на Вал ди Суза е типично алпийски. Котските Алпи, защитени от връх Монвизо, като цяло са сухи, докато Грайските Алпи се характеризират с чести валежи. В Северните Котски Алпи има обилни снеговалежи, но по-малко отколкото в Грайските Алпи.
Вал ди Суза е най-голямата западна алпийска долина: в нея има лесно се пораждат климатични смущения, насочени на запад-изток, които характеризират долината с чести силни фьонови ветрове.

## История

### Античност
Първите устойчиви човешки поселения датират около 5 хилядолетие пр.н.е., но първите очевидни свидетелства са от 5 и 6 в.пр.н.е., и се състоят главно от чашовидни знаци, издълбани в скалата, скални гравюри и надписи в големи количества в цялата долина.
Някои антрополози смятат, че срещата между отвъдалпийските келтски и местните келтско-лигурски племена се състои именно в долината, а според други келтското влияние е минимално.
По времето на Римската република алпийските проходи на Вал ди Суза започват да придобиват стратегическо военно значение: предполага се, че армията на Ханибал Барка преминава от там, навярно през прохода Монджинерво или Мон Сени през 218 г. пр.н.е. През 61 и през 58 г. пр.н.е. е ред на Юлий Цезар, който тръгва към Галиите след споразумение с местния суверен Дон (Donnus). От Записки за Галската война (кн. I, гл. X) става ясно, че границата между Цизалпийска Галия и Галия Комата е била разположена в долната част на долина, при Ocelum (западно от римската Statio ad fines, в Друбиальо – днешно подселище на град Авиляна).
Съюзът между римляни и местно население навярно е сключен между 13 и 12 г. пр.н.е. с договор между сина на Дон – крал Марк Юлий Коций и император Октавиан Август. Това е изобразено на фриза на Арката на Август, издигната в Суза. Виа Домиция там носи името Виа Коция.
След три века относителен мир започва нов период на войни поради прогресивното отслабване на римския държавен апарат. През 311 г. Константин I обсажда Суза, която е съюзник на съперника му Максенций. Връзките с централната власт стават все по-слаби, тъй като започват първите варварски нашествия.

### Средновековие

#### Ранно Средновековие
След падането на Западната Римска империя Вал ди Суза е доминирана от готите (ок. 490 – 530 г.), византийците (ок. 530 – 570 г.) и лангобардите (ок. 570 – 774 г.). Границата между Лангобардското и Франкското кралство, на няколко километра нагоре от римското, постоянно укрепена и военизирана, тогава е известна с латинското име Clusae Longobardorum (Лангобардски укрепителни стени). Абатството на Новалеза е основано през 726 г. в подножието на Мон Сени като аванпост на франките нагоре по границата. Между 773 и 774 г. армията на франкския император Карл Велики се спуска в Италия през прохода Мон Сени и разгромява лангобардите. Синът му Лудвиг основава Убежището на Мон Сени в помощ на пътешествениците през едноименния проход и на поклонниците по Виа Франчиджена. След смъртта на Карл Велики следват унгарските (около 900 – 950 г.) и сарацинските (ок. 890 – 970 г.) нашествия. Ардуин Голобради, след като освобождава пустеещата долина, започва нейната реконструкция. Между 983 и 987 г. на устието на Вал ди Суза е основана внушителната Сакра ди Сан Микеле от благородник от южна Франция, връщащ се от поклонничество. Тя се вписва в традицията на отшелниците на отсрещния Монте Капразио начело със Св. Йоан Викентий.

#### Късно Средновековие
Десетилетията преди 1000 г. във Вал ди Суза са свидетели на властови вакуум поради сарацинските набези. През 1001 г. маркграфът на Торино и на Суза Оделрик Манфред II, внук на Ардуин Голобради, получава потвърждение за господството си над „третата част на долината“ от императора на Свещената Римска империя Ото III.
През 1029 г. той основава абатството на Сан Джусто в Суза, давайки му богата част от земите си. Съюзът на династията на Ардуините с тази на Савоя е през 1046 г., когато Аделхайд от Суза – дъщеря на Оделрик Манфред II се омъжва за Ото I Савойски – син на граф Хумберт I Белоръки. След смъртта ѝ Горна Вал ди Суза преминава в сферата на влияние на Дофине, докато Долна Вал ди Суза остава вярна на Савоя. По протежение на поклонническия път Виа Франчиджена процъфтяват многобройни религиозни центрове. В допълнение към Абатството на Новалеза и Сакра ди Сан Микеле (нар. още „Абатство на Сан Микеле дела Киуза“) и Абатство „Сан Джусто“ в Суза са основани Превостурата на Св. Лаврентий на Улкс, след това Абатството на Св. Антоний от Ранверсо, основано в края на 12 век като болница след епидемиите от отравяне с мораво рогче, Манастирското абатство на Монтебенедето, което от 1197 г. е домакин на монасите от Манастирското абатство на Лоза, Манастирът на Св. Франциск в Суза и на някои болници на Ордена на Св. Йоан Йерусалимски в Сан Джорио ди Суза, Суза и Киомонте.
През 13 век има изобилна реколта и възобновяване на търговския трафик, по-специално през прохода Мон Сени. Селскостопанските дейности са регламентирани и на някои градове като Суза и Авиляна са предоставени статути, докато много замъци от чисто отбранителни стават укрепени феодални резиденции.
През 14 век се наблюдават борби на аристократичните семейства и съперничество между Савоя и Дофине. През 1349 г. дофинът на Виен Хумберт II Стари е принуден да дари крепостите си на краля на Франция Филип VI и приема наследника на френския престол да носи титлата „дофин“. По този начин френската граница се озовава в средата на долината и в близост до савойските владения на граф Амедей VI Савойски („Зеленият граф“).
През 15бвек абатствата са в упадък: броят на монасите намалява, а основните от тях като Сакра ди Сан Микеле и Абатството на Новалеза са управлявани от игумени in commendam. Манастирът на Монтебенедето е изоставен в полза на този на Банда в днешното село Вилар Фокиардо.

### Модерна епоха
През 16 век Вал ди Суза е оставена на армиите на император Карл V и на френския крал Франсоа I.
Между 1526 и 1533 г. Коломбан Ромеан изкопава 500-метров тунел, наречен Пертус под Креста дей Куатро денти, който доставя вода до полетата на селата Сел и Рама. През втората половина на века избухват религиозни войни в цяла Европа, които се материализират в ожесточена борба срещу Реформацията в долината и по-специално между католиците от една страна и хугенотите и валденсите от друга.
През 17 век районът е сцена на военни събития в контекста на войните между Франция и Испания. Между 21 и 25 април 1610 г. е подписан Договорът от Брудзоло, офанзивен и брачен съюз между пратениците на краля на Франция Анри IV и савойския херцог Карл Емануил I Савойски. Двата тайни договора, подписани в Замъка на Брудзоло, изтичат внезапно на 14 май 1610 г. поради убийството на Анри IV от Франсоа Раваяк и отменянето на съюзите от Мария де Медичи, току-що номинирана за кралица.
Сакра ди Сан Микеле е закрит през 1622 г. През 1628 г. настъпва сериозен глад, а през 1629 г. започва чумна епидемия. Фортът на Ексилес става все по-стратегически и се разширява. Според легендата между 1681 и 1687 г. там е затворена Желязната маска.
През 1690 г. Виктор Амадей II, подкрепян от новия съюз с валденсите, се присъединява към Лигата срещу френския крал Луи XIV. Това предизвика изпращането на войските на генерал Никола дьо Катина, които се отдават на грабежи и опустошения. През 1697 г. по силата на мирен договор земите на Суза се връщат на Савоя.
През 18 век долината участва в европейските войни за наследство. През 1708 г. завладяването на Горната Вал ди Суза от Пиемонт заляга в Утрехтския мирен договор от 1713 г. Фортът на Ексилес е възстановен и е построен големият Форт на Брунета в Суза, който да замести остарялата крепост на Санта Мария. На 19 юли 1747 г. в контекста на Войната за австрийското наследство се провежда важен за Пиемонт сблъсък на вододела с Вал Кизоне: битката при Асиета. Втората половина на 18 век е период на относителен мир.

### Съвременна епоха
От 1794 г. територията е засегната от атаките срещу Пиемонт на революционна Франция. Победите на Наполеон I водят до Примирието от Кераско от 1796 г. През 1798 г. крал Карл Емануил IV абдикира и долината е подчинена на френското управление до края на Наполеоновата епоха през 1814 г. Връща се в ръцете на Пиемонт с Реставрацията и с крал Виктор Емануил I. През 1836 г. крал Карл Алберт възстановява Сакра ди Сан Микеле. Железопътната линия Торино-Суза е открита на 22 май 1854 г., а железопътният тунел на Фреюс – през септември 1871 г.
Вал ди Суза не е засегната от събитията от Първата световна война.
От периода от Втората световна война са военните постройки на Западната Алпийска стена – широка и разнообразна система от укрепления за защита на сектора на италианската територия, граничещ с Франция и използвани във войната срещу нея. Територията участва интензивно в Италианската съпротива и по-специално в събитията от лятото на 1944 г. След Втората световна война Вале Стрета, все още във водосборния басейн на река Дора Рипария, е преотстъпена на Франция подобно на отдръпването на границата до прохода Мон Сени със загубата на равнината, която става италианска през 1860 г.
През 1973 г. Абатството на Новалеза е възстановено след придобиването му от Провинция Торино, което е силно желано от сенатор Сибиле и от културната асоциация Сегузиум.

## Антропична география
Към януари 2020 г. във Вал ди Суза има 39 общини, като повечето от тях са част от следните планински общности: Вале Суза, Олимпийски общини – Виа Латеа, Алта Вале Суза и Грайски Алпи. Бутилиера Алта и Роста, въпреки че географски са част от долината, не са свързани с планинските общности.
Общо в долината към 31 декември 2019 г. живеят 99 хил. 492 души. Основните градове са: Авиляна (12 599 души), Суза (6173), Бусолено (5824), Улкс (3316) и Бардонекия (3159). Тези общини представляват ок. 31% от населението на долината.

### Икономика
Икономиката на Вал ди Суза винаги се е основавала на селско стопанство, животновъдство и на свързаните с тях дейности като фрезуване и малки ковачници за обработка на желязо. От първите десетилетия на 20 век нататък има разцвет на текстилните дейности, впоследствие обединени в памучната фабрика „Валесуза“, действаща в периода 1906 – 1969 г. През 1906 г. се прибавя и тежката промишленост с Фабрики Монченизио в градчето Кондове, действаща до 1977 г., а по-късно и третичният икономически сектор, както и услугите за близкия Метрополен град Торино, сред които водеща роля играят водноелектрическите централи на ENEL във Венаус и на IREN в Джальоне, Венаус и Суза, както и много малки централи, разпространени в няколко общини в долината. Традиционната дървообработка все още процъфтява в Горна Вал ди Суза.
Търговският център Le Baite (букв. от итал. „Хижите“) в градчето Улкс играе важна роля за икономиката на Горна Вал ди Суза от откриването му през 1999 г. Архитектурният план на структурата му е в хармония с планинската среда, тъй като напомня на хижа от дърво и камък, напълно различна от класическата търговска бетонна конструкция. Спонсор на събития като Carton Rapid Race (състезание в канута от картон от 1991 г., което от 2016 г. се провежда в Улкс), присъства на всички местни инициативи като панаира „Boster“ и „Fiera Franca“ на Улкс, като благоприятства раждането и развитието на малкия бизнес във Вал ди Суза и в околните територии. Важни малки ферми в района използват „Ле Байте“ като непрекъснат канал за продажба на продуктите им целогодишно. Освен това той се отличава със социално отговорно поведение и уважение към околната среда; инсталира вятърна турбина и фотоволтаична система за производство на енергия от възобновяеми източници, презареждане за електрически автомобили на входа, намаляване на пластмасата и на консумацията на електроенергия от хладилници и външно осветление, които са изцяло LED.
Зимният туризъм, свързан със ски курортите Бардонекия, Чезана Торинезе, Сестриере, Саузе д'Улкс, Фре ди Киомонте, е силно застъпен в Горна Вал ди Суза. Ски спортът започва разпространението си в Италия именно там в началото на 20 век. Тези места са домакин на множество състезания на XX зимни олимпийски игри през 2006 г.
За улесняване на преходите и туризма, в долината има няколко алпийски хижи, основните сред които са: Ка д'Асти, Гуидо Рей, Терцо Алпини, Леви Молинари, Камило Скарфиоти, Джеат Вал Гравио, Тоеска, Луиджи Вакароне, Аванцà и Пиеро Вака.
В долината са отбелязани много пътеки, сред които Пътеката на франките и различните участъци на Голямото пресичане на Алпите.
Между селата Чезана Торинезе и Клавиере се намира най-дългият тибетски мост в света с дължина 468 м и надм. височина от 35/40 м.

### Инфраструктура

#### Транспорт
Първата голяма модерна инфраструктура, построена във Вал ди Суза, е държавният път SS 25 на Монченизио, желан от Наполеон I, за да може бързо да стигне до Италия. Той е построен с огромен капитал между 1806 и 1810 г., преодолявайки разликата във височината от 1580 м между Коле ди Монченизио и Суза със смели решения за времето си, за да може да бъде преминавана с каруци или да е поне проходима за шейни, теглени от коне през цялата година.
На 22 май 1854 г. е открит първият участък на ЖП линията на Фреюс от Торино до Суза с перспективата за изграждане на тунел през Алпите. На 31 август 1857 г. е пуснат в експлоатация железопътният тунел Фреюс, а през 1867 г. – участъкът от Бусолено до Бардонекия.
През 1866 г. започва работа ЖП линията на Монченизио, построена за ускоряване на комуникациите между Италия и Франция, адаптирайки трасето на Наполеоновия държавен път за съвместно ползване. Строежът е завършен след 2 г. по време на изграждането на железопътния тунел Фреюс и в конкуренция с него. Железопътната линия е дълга 77,8 км, изградена е чрез употреба на локомотиви от системата Фел за преодоляване на 1588 м надм. височина от Суза и 8,3% наклон от френска страна. Железопътната линия е изведена от експлоатация през 1871 г.
През 1870 г. е завършен ЖП тунелът на Фреюс, което дава възможност за свързване на ЖП линията Торино-Бардонекия с Франция. По този начин железопътната линия на Вал ди Суза придобива международно значение, свързвайки Паданската низина със Западна Европа.
В началото на 2000 г., на фона на силна опозиция от страна на местните общности, на движението No TAV и на Сметната палата на Франция, започва предварителната работа по нов тунел – железопътният Торино-Лион, който трябва да свърже градчето Бусолено с френския град Сен Жан дьо Мориен през тунел дълъг повече от 57 км.
Долината се пресича от два държавни пътя, SS 24 и SS 25, които се насочват съответно към проходите Монджиневро и Мон Сени.
През 1980 г. до железопътния тунел е открит пътен тунел (също под Монте Фреюс), интегриран впоследствие в италианската магистрална система чрез изграждането на магистрала A32 (в нач. на 1990-те г.).

#### Енергетика
Основните водноелектрически централи са ENEL във Венаус (използваща част от водата на езерото Монченизио), AEM на Пон Ванту-Суза в Джальоне, Венаус и Суза, и ENEL в Бардонекия.
През долината преминават няколко електрически далекопровода за транспортиране на енергия до района на Торино, вкл. международната електропроводна линия Гранд Ил (От Савоа, Франция)/ Пиосаско (Пиемонт) от 380 000 V. През 90-те г. на 20 век има силно недоволство на местните общини от идеята за удвояването на електроповода върху нови ел. стълбове, която не е осъществена. Между края на 2019 г. и 2020 г. се предвижда приключването на проекта по удвояване на взаимната връзка с Франция с директен, а не с променлив ток чрез подземни тръбопроводи по свръхпроводящи кабели XLPE, наречен HVDC (High Voltage Direct Current), чрез партньорство между компанията Terna Италия и RTE Франция. Става въпрос за нещо уникално в света на толкова голямо разстояние (95 км кабел в Италия и 95 км кабел във Франция). Надеждата е тази нова електрическа връзка да допринесе за развитието на европейската електрическа мрежа и за енергиен преход към по-широко използване на възобновяеми енергийни източници.

## Култура
Вал ди Суза е място за среща на три езиково-културни области: пиемонтска на изток, франко-провансалска (нар. още арпитанска) на северозапад и провансалска (или окситанска) на югозапад.
Някои хорове, които разпространяват културата на долината чрез народното пеене, допринасят за поддържането на традициите, правейки концерти не само в долината, но и в цяла Италия и чужбина. Сред тях престижна роля заемат Алпийският хор „Валсуза“ от градчето Бусолено, хор „Котски Алпи“ от градчето Суза и хор „Рочамелоне“ от село Сант'Антонио ди Суза.
Освен това има и групи, които изпълняват народни или традиционни танци като напр. Мечоносците от село Джальоне през януари и от село Венаус през февруари, многобройни музикални групи, датиращи от втората половина на 19 век, както и различни местни културни и археологически групи.
В долината се провеждат историческите конни надбягвания на Авиляна и на Суза).
Долината на Суза е свидетел на раждането на иновативна обществено-частна инициатива на име „Вале ди Суза: съкровища на изкуството и алпийска култура“ за валоризиране на територията; инициативата е отворена за асоциации и частни лица, и цели да даде тласък на местния туризъм и културна система чрез създаването на мрежа между местните власти, асоциации и културни оператори.

### Видове сгради
Традиционно в селските конструкции на долината могат да се разграничат няколко конструктивни характеристики по отношение на площите:
- В Долна Вал ди Суза: каменни и / или тухлени конструкции, покрив с извити керемиди. Това се дължи на широката наличност на глина и на тухлени пещи.
- В Средна Вал ди Суза: каменни сгради, покрив от каменни плочи.
- В Горна Вал ди Суза: каменни и дървени конструкции, покрив от каменни или дървени плочи.

### Събития
- Историческо конно надбягване на кварталите на Авиляна – състезание, което се провежда ежегодно в третата неделя на юни между кварталите на град Авиляна под формата на конно надбягване със средновековен произход
- Историческият турнир на кварталите на Суза се провежда в края на юли в градчето Суза
- Битка на укрепителните стени в градчето Сант'Амброджо ди Торино, в последната събота на юни; разиграва се историческа битка от 773 г. между франките и лангобардите
- Ликвидиране на феодалния господар – историческа възстановка в село Сан Джорио ди Суза в най-близката до 23 април неделя
- Фора л'Ур: фестивал в село Момпантеро, пълен с алегорични значения, в първия уикенд на февруари.

## Забележителности
Вал ди Суза е осеяна с религиозни, военни, граждански, индустриални паметници от праисторическия, римския, средновековния и модерния период. Древните абатства се открояват по своя брой и значимост: големите църковни структури организират властови центрове, конкуриращи се с гражданските организации (едва от 11 век Савойското господство започва да се консолидира), и техни свидетели са древните и величествени руини.

### Виа Франсиджена във Вал ди Суза
Както в древни времена и през 2020 г. поклонническият път Виа Франчиджена минава през Вал ди Суза по двете си разклонения: Коле ди Монченизио и Коле дел Монджиневро, които се съединяват в градчето Суза и след това се отправят към град Торино. Говорейки за Сакра ди Сан Микеле, най-известното място от пътя във Вал ди Суза, италианският историк Джовани Табако пише, че „... през 11 век силата на Светилището на св. Михаил продължава да се излъчва из цяла централна и Южна Франция заради нарастващите дарения на поклонниците, които, движейки се от тези райони до Рим, предпочитали големите пътища на Монченизио или Монджиневро пред други по-сложни маршрути, съединявайки се в Суза и при Киузе“. От алпийските вододели в посока Суза, спускайки се от алпийския проход Коле ди Монджиневро, се виждат Превостурата на Св. Лаврентий в градчето Улкс, хотел Dieu в село Салбертранд и Къщата на Йоанитите в село Киомонте.
От алпийския проход на Мон Сени (на итал. Монченизио) освен Убежището на Превостурата на Св. Мария на Монченизио на прохода, основан от Лудвиг Благочестиви, навремето има гостилници в селата Ферера Ченизио и Новалеза (в което все още е запазена една със стенописи от 14 и 15 век). Там намираме и бенедиктинското абатство на Новалеза, в което веднъж отсяда Карл Велики и което съхранява гроба на поклонник от Сантяго де Компостела и параклиса на Св. Елдрад от 11 век със стенописи за преминаването на мощите на Св. Николай Чудотворец. В Суза, над която се извисява Манастирското абатство на Лоза, е имало структури като Хоспиталиерската къща на бенедиктинското абатство на Сан Джусто, къщата на Йоанитите и на тамплиерите, спалното помещение на Мадона дел Понте, спалното помещение на канониката на Санта Мария Маджоре, Манастирът на Св. Франциск.
В градчето Бусолено се намира старият хан „Каза Ампримо“, в село Вилар Фокиардо – древната ферма Роланд и две манастирски абатства: на Монтебенедето и на Банда. От другата страна на долината, в село Брудзоло, освен укрепения заслон на Замъка е имало Дом на Превостурата на Убежището на Монченизио. Градчето Сант'Антонино ди Суза дължи името си на местния манастир, посветен на Св. Антоний от Амамеа, а на пранината Пиркириано се намира абатството – символ на Регион Пиемонт: Сакра ди Сан Микеле дела Киуза, навремето задължителна спирка за кардинали и папи, докато поклонниците са отсядали в близкото село Сант'Амброджо. В град Авиляна има още един древно манастирска абатство – това на Монтера, няколко хана и църква на Превостурата на Убежището на Монченизио, църквата на Св. Петър. Малко по-нататък, в Бутилиера Алта канониците на Св. Антоний ръководели Абатството на Св. Антоний от Ранверсо, докато от другата страна на долината замъкът Камерлето бил феод на абатството на Новалеза.
Ренато Стопани казва, че „...макар и използван и преди като алтернатива на Големия Сен Бернар, проходът Монченизио през 12 век все по-често бил прекосяван от хора и стоки, които продължавали към големите панаири на Шампан, където присъствието на италианските търговци ставало все по-голямо. Затова изборът му за пропускателен пункт към Алпийската зона бил толкова често срещан по времето на Филип Август, че в предалпийската област за истинския път на Франция бил считан този, който се свързвал с Монченизио“. През последните години поклонническият път Виа Франчиджена е преоткрит и оборудван с табели и указания.

### Религиозна архитектура
Има множество абатства и религиозни комплекси по пътя на Франция в помощ на поклонниците, пътешествениците и търговците. От град Торино до Горна Вал ди Суза се срещат в следната последователност:
- Абатство „Св. Антоний от Ранверсо“ – в община Бутилиера Алта, принадлежащо на Маврикианския орден, посещаемо
- Църква „Св. Петър“ – в град Авиляна, с великолепни стенописи от 11 – 14 век, посещаема
- Светилище на Мадоната на езерата – в град Авиляна, посещаемо
- Манастир 1515, бивш францискански манастир – в град Авиляна, поверен на НПО „Група Абеле“, посещаем през уикенда
- Светилище на Мадоната на хълма – в село Рубиана, посещаемо след предварителна уговорка с енорийския свещеник
- Църква „Св. Мария на Челе“ – в Челе (подселище на село Каприе), място, където според традицията се установява отшелникът св. Йоан Викентий
- Светилище на Св. Михаил на Киуза – на върха на планината Пиркириано в община Сант'Амброджо ди Торино, символ на Пиемонт, пазител на достъпа към Долината от скалите, посещаемо
- Светилище на Нашата господарка от Фатима – на планината Пиркиряно в Боргата Сан Пиетро (подселище на Сант'Амброджо ди Торино)
- Манастир „Св. Антоний“ – останала е само хилядолетната църква, понастоящем енорийска църква на село Сант'Антонино ди Суза
- Манастирско абатство на Монтебенедето – на планината на община Вилар Фокиардо, посещаемо
- Манастирско абатство на Банда – на планината на община Вилар Фокиардо
- Катедралата „Св. Юстин“ – в градчето Суза, родена като бенедиктинско абатство през 11 век, посещаема
- Кръстна енорийска църква „Св. Мария Маджоре“ – в градчето Суза, изоставена през 18 век и сега цивилен дом
- Манастир „Св. Франциск“ – в градчето Суза, най-старият францискански манастир в Пиемонт, съхранява ценни стенописи и две красиви обители, посещаем от съседната Каза дел Пелегрино
- Институт „Монсеньор Розац“ – в градчето Суза, построен по желание на епископа Монсеньор Едоардо Джузепе Розац в края на 19 век в помощ на момичета в затруднение
- Светилище на Мадоната на Рочамелоне – на върха на планината Рочамелоне в община Момпантеро, построено от епархията през 1958 г. за по-лесен достъп до вярата в Мадоната на Рочамелоне – съпокровителка на епархията; сред най-високите в Европа – на 3538 м надм. височина, издигнато през 1358 г. от ex voto, поръчан във Фландрия от търговеца от Асти Бонифаций Ротарио. На върха днес има бронзова статуя на Богородица, дарена от Децата на Италия по покана на епископа монсеньор Едоардо Джузепе Розац (сега Блажен), издигната от Алпийските войски през 1899 г. Достъпно пеша чрез преход с алпинистка трудност, нужно е оборудване, подходящо за високопланинска среда с опасни скални преходи.
- Абатство на Новалеза – в община Новалеза в подножието на алпийския проход Мон Сени – някога любим път за комуникация между Франция и Италия поради лесното изкачване; най-старият монашески комплекс в долината на Суза, чието основаване от патриция Абон е документирано през 726 г., посещаемо
- Убежище на Мон Сени, основано през 9 век от император Лудвиг Благочестиви; някои от руините му са под изкуственото езеро Мон Сени
- Манастирско абатство на Лоза – в Мадона дела Лоза (подселище на община Гравере)
- Църква „Св. Йоан Кръстител“ – в село Салбертранд, преустроена през 16 век и украсена с великолепни стенописи
- Параклис „Св. Антоний абат“ – в Жувансо (подселище на село Саузе д'Улкс), със стенописи вътре и отвън
- Превостура „Св. Лаврентий от Улкс“ – в община Улкс, бивша августинска каноника, от която зависят много църкви в долината, а сега салезиански институт
- Манастир „Св. Франциск“ – в община Бардонекия.

### Археологически зони
- Археологическа зона на римската вила на Ривера – в община Алмезе
- Останки от древни стени, приписвани на франко-ломбардския период – в село Киуза ди Сан Микеле
- Градски музей – ателие на неолитната цивилизация – в село Вайе
- Археологическа находка на „Мумет“ – в село Боргоне Суза
- Преустроена църква на Св. Петър – в село Кианоко
- Замък на графиня Аделхайд с руините на Praetorium и на римски укрепления върху градския акропол, в градчето Суза, посещаем
- Арка на Август, в келтско-римския акропол на Суза
- Археологическа зона на Римската арена на Суза
- Археологически разкопки на Пиаца Савоя в Суза
- Порта Савоя и римски стени на Суза
- Археологически музей на Новалеза, в комплекса на Абатството на Новалеза, посещаем
- Музей и археологически район „Магдалена на Киомонте“ – в село Киомонте, непосещаема

### Замъци
Във Вал ди Суза има множество замъци. Укрепените средновековни сгради отразяват всички видове средновековни сгради: замъци, укрепени къщи, кули, укрепени убежища. Савойските замъци, с изключение на тези в Авиляна и в Суза, датират от Късното средновековие. Много сгради не са достъпни за посещение; някои са в руини, други са реставрирани.
- Замък на графовете Кайс – в градчето Казелете
- Замък Камерлето – в Казелете, bed and breakfast
- Укрепен заслон на Св. Мавър – в градчето Алмезе, периодично посещаем
- Замък на Ардуините в Авиляна – в град Авиляна
- Укрепен дом на Блажения Хумберт – в Авиляна, непосещаем
- Градски стени на градчето Сант'Амброджо ди Торино
- Палат на абата на Сант'Амброджо – в община Сант'Амброджо ди Торино, посещаем периодично
- Средновековна общинска кула на Сант'Амброджо ди Торино, периодично посещаема
- Замък на Вилар Дора – в община Вилар Дора
- Кула на хълма – във Вилар Дора
- Лангобардски укрепителни стени – предполагаеми археологически останки в село Киуза ди Сан Микеле, посещаеми в Деня на археологията
- Руини на Замъка на Зеления граф – в община Кондове
- Укрепен дом на Вилар Фокиардо – в село Вилар Фокиардо
- Замък на Вилар Фокиардо – във Вилар Фокиардо
- Кула на Боргоне Суза – в село Боргоне Суза
- Укрепен дом на Св. Дидер – в община Сан Дидеро, периодично посещаем
- Замък на Брудзоло – в село Брудзоло, от 13 век; в него е подписан Договорът от Брудзоло през 1610 г.
- Замък на Сан Джорио ди Суза и Укрепен дом на Сан Джорио ди Суза – в село Сан Джорио ди Суза, седалище на публичната власт
- Замък на Кианоко – в село Кианоко, посещаем при изложби на Музея на древните занаяти
- Укрепен дом на Кианоко – в Кианоко, посещаем в някои дни
- Кастело Борело – на планината на градчето Бусолено, бивша централа на Италианското метеорологично дружество
- Укрепен дом Алаис – в Бусолено
- Кули, порта и стени на Бусолено
- Укрепен заслон и укрепен дом – в Традуериви (подселище на градчето Суза)
- Малка кула на Колдимосо – в градчето Суза
- Замък на графиня Аделхайд – в Суза, посещаем през уикенда
- Градски стени на Суза
- Порта Савоя – в Суза
- Руини от Кула Кроалие – в Суза
- Урепен дом на братя Валеро – в Суза
- Укрепен дом на Менолций – в село Матие
- Кула на Меана ди Суза – в село Меана ди Суза
- Замък на Менате – в село Джальоне
- Горен замък на Джальоне – в Джальоне
- Кула на Момпантеро – в село Момпантеро
- Форт на Ексилес – в община Ексилес
- Кула на сарацините – в градчето Улкс, посещаема периодично
- Кула на Жоан – близо до Савулкс (подселище на Улкс)
- Руини от замъка на село Чезана Торинезе
- Тур д'Амон – руини от замъка на градчето Бардонекия, непосещаем
- Укрепен дом на Рошмол – в Рошмол (подселище на Бардонекия)

### Исторически сгради
- Авиляна: Дома на подкованата порта, Дом Сеноре, Часовникова кула
- Вилар Фокиардо: Ферма Роланд
- Бусолено: Дом Аскиери и Укрепен дом Алаис
- Суза: Дом на Бартоломей, Кула на парламента, Кула на Ротари
- Новалеза: Къщата на стенописите.

### Музеи
В допълнение към множеството средновековни забележителности, долината на Суза разполага с огромен брой музеи, които разказват за многобройните ѝ села и градове. От град Торино до Горната част на долината се намират:
- Екомузей на фабриката за динамит Нобел – в град Авиляна
- Укрепен дом на Менолций – в село Сан Джорио ди Суза
- Музей на древните занаяти към замъка на Кианоко – в село Кианоко
- Музей на железопътния транспорт през Алпите – в градчето Бусолено
- Градски музей към Замъка на Суза – в Суза
- Епархийски музей на свещеното изкуство в Суза. В него се съхраняват скулптури от алпийския район, картини, най-древните местни християнски свидетелства и уникално по рода си произведение – Триптихът на Ротарий, донесен като ex voto през 1358 г. до близката планина Рочамелоне (3538 м)
- Епархийски музей на свещеното изкуство – в село Новалеза
- Музей на книжовната реставрация и Археологически музей на Абатството на Новалеза – в Новалеза
- Етнографски музей на Новалеза – в Новалеза
- Екомузей на Граничните земи – в село Монченизио
- Форт на Ексилес – в община Ексилес
- Екомузей „Коломбано Ромеан“ – в село Салбертранд
- Градски музей – в градчето Бардонекия
- Епархийски музей на Мелезет – в Мелезет (подселище на Бардонекия)
- Форт на Брамафам – в Бардонекия
- Музей на Праисторията – в село Вайе
- Худ. галерия „Дж. А. Левис“ – в село Киомонте

### Укрепления
Вал ди Суза винаги е била привилегировано място за транзита на армии, така че фортификационните работи се множат през вековете:
- Форт на Брунета – в градчето Суза
- Укрепление на Шабертон – в село Чезана Торинезе
- Укрепление на Жафро и Форт на Брамафам – в градчето Бардонекия
- Форт на Ексилес – в село Ексилес
- Форт на Гран Серин – в село Меана ди Суза.

### Военни пътища
- Военен път на Вал Морино или на Шабертон – построен в края на 19 век за Крепостта Шабертон (3131 м надм. височина).
- Военен път на Асиета, изграден на билото с Вал Кизоне между прохода Финестре и Сестриере, за да достигне до военните сгради, разположени в района на Хълма Асиета и близката планина Теста ди Асиета, вкл. до форта на Гран Серин.
- Военен път „Кръстопът на Варизело-Джасет-Маламот“, който от 1889 г. свързва Форт Варизело нагоре по течението на Монченизио с отбранителната казарма на Маламот на 2914 м надм. височина.
- Военен път Фенил-Праманд-Фьоенс-Жафро или Военен път 79 – построен в края на 19 век, за да свърже 4-те форта. Част от този път (876 м) минава под планината Сегурет благодарение на Тунела на сарацините.

## Местни медии
- В. Луна Нуова, „Нова луна“, двуседмичник (вторник-петък), основан през 1980 г. със седалище в град Авиляна
- В. Валсуза днес – независимо издание
- В. Валсуза – ежеседмичник (четвъртък), основан през 1897 г. със седалище в Суза
- Електронен в. Л'Адженда нюз
- Раздел за Вал ди Суза на Торино днес.

## Гастрономия

### Продукти
- Сирена и кашкавали: производството на планински млечни продукти винаги е играло основна роля в алпийската икономика. В долината се произвежда около 6000 тона продукти от краве мляко годишно. 1700 тона се използват за производството на местни сирена и кашкавали като Брус, Мурианенго или Монченизио, кашкавал с червена кора от долината на Суза, Сейрас, пиемонтски кашкавал Томà, Тома дел ле брюк (т.е. „томà от пресечено мляко“), Реблошон. През октомври в градчето Кондове се провежда Панаирът на Тома.
- Шунки и салами: Производството на сушени меса идва от древните традиции на животновъдите по алпийските склонове на долината. Тук влизат Бондиола, прошутело крудо, салам Мика.
- Десерти: Ароматите от миналото се оикриват в традиционните сладкиши от Долна Вал ди Суза и от Вал Чениския. Традиционната Фокача на Суза е вид сладък хляб, покрит със захар; датира от римляните и Средновековието; произвежда се главно от пекарите на Суза. Друг сладкиши от Суза са Лозе джелозе, букв. „Ревниви каменни плочи“, произвеждани от 1958 г. и Пан дела Маркеза, букв. „Хляб на маркизата“, който се появява в рецептурник от 1958 г. и се разпространява по повод Първия исторически турнир на кварталите на Суза през 1987 г. По случай народните фестивали в горната част на Вал ди Суза се сервират гофрети. Сладките Канестрели – традиционен десерт от 17 век се произвеждат в село Вайе. Друг десерт е Fujasa – сладка фокача от квасено тесто, обогатена със стафиди и ароматизирана с капка ракия.
- Вина: Лозята присъстват почти във всички общини на долната част на долина и в част от горната ѝ част, с особени концентрации в Киомонте, Джальоне, Суза и Кианоко. В долината се произвежда едно DOC вино – червеното Валсуза. Основните вина на долината са Аванà, Каркерюн, Бекуè, Гриза Нера, Гриза Руза, Баратюкиат, Сан Себастиано или „Ледено вино“, Барбера.
- Плодове: Отглеждането на ябълкови дървета все още е широко разпространено в долината (от 400 до 900 м). Ябълките заедно с крушите са част от основните съставки на местната кухня в средата на 19 век. Гравере, Джальоне, Матие и Каприе са основните общини, където се отглеждат ябълкови дървета. От следвоенния период до днес реколтата е намалена. Отглеждането на череши е широко разпространено във Вилар Дора, някои черешови дървета присъстват и във Вайе. Добре известни са и кестените, отглеждани в Сан Джорио ди Суза, Мати, Вилар Фокиардо и Брудзоло. През есента се провежда „Панаирът на кестените“ във Вилар Фокиардо и в Сан Джорио ди Суза през октомври. Друго важно производство на долината са прасковите и сините сливи (по-специално Ramasin).
- Мед: В долината се произвежда качествен мед, повлиян от климата и богатото разнообразие от флора. Основните сортове мед са: Кестен, Алпийска флора, Полифлорен, Рододендрон.
- Ликьори: Местните дестилерии, където се произвеждат горчиви и билкови ликьори, могат да се похвалят с древна традиция. Типични ликьори са Eigovitto (grappa di Avanà, ракия на Аванà), Grappa della Comba di Susa, Wild Strawberry, Garus Susino, Дженепи – от алпийски артемизии.

### Панаири
Основните хранителни и винени продукти на Вал ди Суза могат да бъдат дегустирани на панаири и събития – голяма туристическа атракция от годишния календар „Густовалсуза“ (Gustovalsusa), координиран от местните власти, които като цяло се организират през уикендите в следните периоди:
- Пролет: май: Панаир на сладките Канестрели – „Canestrello" във Вайе; юни: Вина в Боргоне Суза и череши във Вилар Дора
- Лято: август: Планински картоф в Сестриере (там панаирът се нар. Festa del Pilòt) и в Мокие (подселище на Кондове), гофрети, сирена и кашкавали в Саузе д'Улкс; септември: „Хляб и ...“ в Кианоко, мед в Брудзоло, царевичен хляб в Киуза ди Сан Микеле, картофи и томà в Новалеза, Ден на сладките от царевично брашно в Сант'Амброджо ди Торино
- Есен: октомври: Пълнен лук в Алмезе, „Fiera franca“ в Улкс – панаир на традиционни продукти, Полента (качамак) в Бусолено, Томà в Кондове, Панаир на кестените във Вилар Фокиардо (атестиран от 1863 г.) и Панаир на кестените в Сан Джорио ди Суза; ноември: ябълки в Каприе
- Зима: декември: „Ясли за вкусване“ във Венаус.

През годината се организират и други събития, въпреки че те не са част от официалния календар на „Gustovalsusa“.

## Спорт

### Зимно спортове
Италианските ски са родени в планините на Торино през ноември 1896 г. Разпространител на италианските алпийски ски е Адолфо Кинд – швейцарски инженер – химик и алпинист, живеещ в Торино. През 1896 г. той кара да му пратят два чифта норвежки ски и след като се упражнява в Парка на Валентино и на Монте дей Капучини в Торино, той се изкачва до град Джавено и стига до най-високите му подселища, минавайки през Prà Fieul, стигайки до върха на планината Куньо дел'Алпет. През 1899 г. е ред на 3000 м надм. височина: той стига до Монте Томба над езерото Монченизио.
През януари 1906 г. в Саузе д'Улкс в Горна Вал ди Суза е открита първата италианска алпийска станция.
От началото на XX век Бардонекия се оказа идеалният терен за новия ски спорт. През 1909 г. са организирани първите италиански първенства по ски алпийски дисциплини и се изгражда трамплин. През 1935 г. е построен първият ски-лифт на общината.
През 1934 г. община Сестриере е построена от нулата под името Sestrierès и 40 г. след откриването на новия спорт са построени първите ски лифтове на общината. Освен че е място на провеждане на XX Зимни олимпийски игри в Торино 2006 г., Сестриере е установено място на провеждане на Световната купа по ски алпийски дисциплини и е домакин на Световното първенство през 1997 г.
Вал ди Суза е домакин на XX Зимни олимпийски игри, които се провежат от 10 до 26 февруари 2006 г. Построени са олимпийските селища на Сестриере и на Бардонекия, както и пистата за бобслей, спортни шейни и скелетон на Чезана Торинезе. Състезанията по сноуборд се провеждат в Бардонекия, тези по тобоган, бобслей и скелетон – на склона Чезана-Париол, по биатлон – в Чезана-Сан Сикарио, по ски алпийски дисциплини за жени – в Сан Сикарио-Фретев, по фристайл – в Саузе д'Улкс и по ски алпийски дисциплини за мъже – в Сестриере.
В Сестриере се провеждат състезанията по ски алпийски дисциплини на IX Зимни параолимпийски игри от 10 до 19 март 2006 г.
Когато град Торино е домакин на XXIII Зимна универсиада от 17 до 27 февруари 2007 г. след първата Лятна универсиада през 1959 г., състезанията по ски алпийски дисциплини и сноуборд се провеждат в Бардонекия, а тези по биатлон – в Чезана-Сан Сикарио.
Най-важната ски зона в долината е Виа Латеа с 400 км склонове. Тя се намира в общините: Сестриере, Саузе д'Улкс, Клавиере, Чезана-Сан Сикарио, Праджелато (община, разположена във Вал Кизоне) и Монженевър (община, разположена във Франция). Друг ски курорт е Бардонекия, със 100 км склонове, разделен на два района: Мелезет, Лез Арно и Коломнион (1300 м – 2400 м надм. височина), и Жафро (достига до 2800 м надм. височина). Във Вал ди Суза има и по-малки курорти като Пиан дел Фре, разположен на 1500 м надм. височина в община Киомонте, с 22 км писти.
Вал ди Суза предлага и писти за ски бягане. В близост до Сестриере се намират пистите на Праджелато (разположени в дъното на Вал Кизоне), използвани за XX Зимни олимпийски игри Торино 2006 за състезанията по ски бягане и северна комбинация. Състезанията по ски скокове се провеждат в Праджелато.
В Бардонекия се намира пистата Assomont, разположена във Вале Стрета, а в Чезана Торинезе пистата е във Вал дел Турас.
Пистата Чезана Париол, където се провеждат състезанията по бобслей, скелетон и тобоган на XX Зимни олимпийски игри, е домакин и на Италианския шампионат по спортни шейни през 2006 и 2007 г. Съоръжението е домакин на Европейското първенство по спортни шейни на 12 януари и 13 януари 2008 г., Световната купа по бобслей и скелетон от 18 до 20 януари и Световното първенство по спортни шейни през 2011 г.
През 2018 г. от планините Вал ди Суза е направен Скалният медал – награда, която се връчва на 11-те италиански спортисти, които достигат 4-тото място в съответните дисциплини на XXIII зимни олимпийски игри в Пхенян, КНДР.

### Колоездене
Вал ди Суза е домакин на няколко етапа на Обиколката на Италия и на Обиколката на Франция. Известен е алпийският проход Коле деле Финестре, който свързва Вал ди Суза с Вал Кизоне и който става място на важно изкачване за колоездачите след преминаването на Обиколката на Италия през 2005 г. Проходът от страната на Вал ди Суза има среден наклон от 9,1%, а последните 8 км са неасфалтирани.

### Автомобилизъм
Във Вал ди Суза се провежда Суза-Монченизио – историческо състезание, проведено за първи път на 27 юли 1902 г. Състезанието е от 22,5 км, тръгва от градчето Суза и стига до прохода Монченизио на френската граница. Друга известна надпревара се провежда в последната четвърт на ХХ век между Чезана Торинезе и Сестриере.

### Планинско бягане
Вал ди Суза е домакин на Световното първенство по планинско бягане през 1992 г. Освен това, от 2014 г. всеки юли се провежда Red Bull K3 – скоростно състезание, стартиращо в центъра на Суза, чиято крайна точка е върхът на планината Рочамелоне на 3538 м надм. височина. То е уникално по рода си поради това, че е троен вертикален километър; надпреварата се спонсорира от Red Bull и се организира от колоездача Нико Валсезия.